# 利亚希农村居民点
利亚希农村居民点（俄语：Ляховское сельское поселение）是俄罗斯联邦弗拉基米尔州梅连基区所属的一个农村居民点。其下辖有27个居民点，行政中心为利亚希。据2016年统计，该农村居民点的人口为3934人。